# Robert Carter (Siedler)

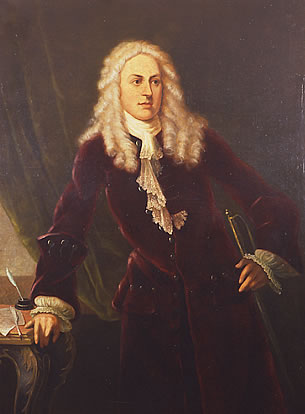
Robert „King“ Carter

Robert „King“ Carter (* 1663 in Lancaster County, Virginia; † 4. August 1732 in Lancaster County, Virginia) war ein Kolonist in der damaligen Colony of Virginia, aus der nach der Unabhängigkeitserklärung der Vereinigten Staaten (1776) die US-Bundesstaaten Virginia, West Virginia, North Carolina, Kentucky, Tennessee und Ohio hervorgingen.
Carter war der reichste Pflanzer in der britischen Kolonie Virginia.  Um 1722 arbeiteten circa 1000 Sklaven auf seinen Tabakplantagen. Carter versuchte aktiv, die afrikanische Identität seiner Sklaven zu vernichten, indem er ihnen unter anderem europäische Namen gab und bestrafte sie unter anderem durch das Abhacken ihrer Zehen.
Seine Familie wurde so mächtig und wichtig, dass man sagte: „Schüttle irgendeinen Baum in Virginia und ein Carter wird herunterfallen“. Aufgrund seines Reichtums wurde er auch unter dem Spitznamen King Carter („König Carter“) bekannt.
Drei seiner Nachfahren unterzeichneten die Unabhängigkeitserklärung, und zwei wurden Präsidenten der Vereinigten Staaten. Weitere berühmte Nachfahren sind General R. E. Lee (1807–1870) und die Country-Sängerin June Carter Cash (1929–2003).

## Belege
1. ↑  Encyclopedia Virginia: Robert Carter (ca. 1664–1732).
2. ↑  Edmund Berkeley und Robert Jones: Robert Carter as Agricultural Administrator: His Letters to Robert Jones, 1727-1729. In: The Virginia Magazine of History and Biography. Band 101, Nr. 2, 1993, S. 273–295.
3. ↑  Ira Berlin, Generations of Captivity: a History of African-American Slaves. Cambridge, Mass.: Harvard University Press 2003, 57
4. ↑  Ira Berlin, Generations of Captivity: a History of African-American Slaves. Cambridge, Mass.: Harvard University Press 2003, 61
5. ↑   Englisch G Band 4 (Gymnasium Bayern)

| Personendaten    | Personendaten                      |
| ---------------- | ---------------------------------- |
| NAME             | Carter, Robert                     |
| ALTERNATIVNAMEN  | Carter, King (Spitzname)           |
| KURZBESCHREIBUNG | Kolonist in Williamsburg, Virginia |
| GEBURTSDATUM     | 1663                               |
| GEBURTSORT       | Lancaster County (Virginia)        |
| STERBEDATUM      | 4. August 1732                     |
| STERBEORT        | Lancaster County (Virginia)        |